# Kołaki Wielkie
Kołaki Wielkie – wieś sołecka w Polsce położona w województwie mazowieckim, w powiecie ciechanowskim, w gminie Grudusk.
| SIMC    | Nazwa       | Rodzaj    |
| ------- | ----------- | --------- |
| 0115594 | Kołaki Małe | część wsi |

W latach 1975–1998 miejscowość administracyjnie należała do województwa ciechanowskiego.

## Historia
W końcu XIII wieku pod naporem wojowniczego zakonu krzyżackiego zaczęły upadać poszczególne plemiona pruskie oraz Jaćwingowie. Wielu z nich schroniło się na terenach Mazowsza. Historycy uważają, iż Jaćwingowie zamieszkali również w tej wsi, wydarzyło się to w końcu XIII wieku. Takich osiedli na północnym Mazowszu było dużo więcej, na przykład Grzybowo czy Windyki w okolicach Wieczfni. Świadczy o tym dawna nazwa wsi Jaćwięrzyno.
Pierwsze pisane dokumenty na temat wsi pochodzą z 1419 roku, w tymże roku zapisano nazwę jako Jaczwiązino, pojawiają się też w tym czasie takie zapisy jak: Ianczyawino, Iaczwanschyno. Od połowy XV wieku zaczęto też niekiedy nazywać tę wioskę Kołaki (Kolaki), ta nazwa pochodziła od dawnego imienia Kołak, czyli Mikołaj.
Właściciele wsi używali herbu Kościesza i z czasem przyjęli nazwisko Kołakowscy. Kołakowscy nie należeli do możnych rodów, był to raczej ubogi ród szlachecki. Zachowało się dosyć sporo wiadomości o tej rodzinie, jednak genealogia tego rodu stwarza pewne problemy. Wszystko przez nadania ziemskie na wschodnim Mazowszu.
Około 1416 roku książę Janusz I nadał Wojciechowi z Kołak Jaćwiężyna herbu Kościesza 30 włók ziemi w puszczy Łętowo, nad rzeczką Mały Dąbek i Załężnicą. Nową wieś Wojciech miał nazwać Kołakowo, ale nazwa nie przyjęła się i powstały Kołaki Stare Stąd właśnie do tej pory istnieje osada Kołaki w pobliżu Zambrowa (obecnie miejscowość gminna Kołaki Kościelne). Osadnicy z tej wsi zachowali herb i używali również nazwiska Kołakowscy. Od tej pory istniały dwie gałęzie Kołakowskich i często trudno określić bezspornie, który przedstawiciel rodu pochodził z Kołaków w pobliżu Ciechanowa, a który z okolic Zambrowa.
Takie nie budzących wątpliwości informacje pochodzą ze spisu podatkowego z 1578 roku. W tym czasie dziedzicami Kołaków koło Ciechanowa byli: Stanisław Kołakowski syn Mikołaj z braćmi, Andrzej Kołakowski, Piotr Kołakowski z synowcami oraz wdowa Jakubowa. Jak widać wieś podzielona była między wielu przedstawicieli rodu Kołakowskich. Kołaki stawały się powoli zaściankiem szlacheckim. Każda rodzina posiadała swój niewielki drewniany dwór i kawałki ziemi rozrzucone w okolicy. Kołakowcy nie wyróżniali się niczym szczególnym. Kroniki wspomniały tylko o Stanisławie z tej wsi żyjącym w XVI wieku, który był „znanym wierszopisem”. Trzeba przyznać, że ich kuzyni z okolic Zambrowa dzierżyli niekiedy urzędy i byli bardziej znaną rodziną.
Nie dla wszystkich Kołakowskich było wystarczająco dużo ziemi w rodzinnej wsi, aby się utrzymać, z tego powodu Kołakowscy często emigrowali. Na początku XVII wieku żył Jakub Kołakowski syn Jana, który przeniósł się do ziemi drohickiej, a że był biednym szlachcicem oskarżono go o nie szlacheckie pochodzenie, co było najgorszą obelgą dla szlachcica. Jednak ten zdołał udowodnić przed sądem swoje rycerskie korzenie. Na świadków wezwano rycerze z Kołaków Jaćwieczyna. Dzięki temu wiemy, kto dziedziczył w tej wsi. Byli to: Wojciech syn Pawła wnuk Józefa, Wojciech syn Pawła oraz Marcjan syn Mikołaja.
W XVII wieku proces rozdrobnienia ziemi w tej wsi postępował jeszcze bardziej. Kołaki Kościelne stały się typową wsią zaściankową. Poziom życia tej szlachty niewiele ustępował poziomowi chłopów, ale korzystali oni w pełni ze swoich praw szlacheckich. W 1698 roku na polu elekcyjnym pod Warszawą stawiło się aż 23 Kołakowskich, z których większość pochodziła właśnie z Kołaków Wielkich. Bardzo popularne było wśród nich imię Wojciech, naliczono aż czterech Wojciechów Kołakowskich na wspominanej elekcji. 
W końcu XVII wieku wielu Kołakowskich wyjechało na Ukrainę. Notowani są na Rusi Czerwonej. W tym czasie ziemia w Kołakach coraz częściej przechodziła na własność innych rodów. Za sprawą sprzedaży i posagów, część gruntów przeszła na własność innych ubogich rodów szlacheckich, często z sąsiednich wsi.
W XVIII wieku Kołakowscy zubożeli już tak bardzo, że na elekcji królewskiej z 1764 roku pojawił się tylko Bonifacy Kołakowski z tej wsi. Kołakowscy byli dobrodziejami miejscowego kościoła w Grudusku. Według wizytacji kościelnej z 1775 roku niejaki Kazimierz Kołakowski ofiarował dwa czerwone złote na odmalowanie chrzcielnicy w Grudusku.Dokładniejszych danych o stosunkach własnościowych w Kołakach dostarcza spis właścicieli ziemskich z 1783 roku. Według tych danych właścicielami wsi byli: Chmieliński, Dzierzęski, Kołakowscy, Pszczółkowscy, Purzycki i Zakrzewski. Byli to głównie pojedynczy szlachcice, z wyjątkiem Kołakowskich i Pszczółkowskich, którzy mieszkali tu w większej liczbie. Oprócz tych rodów w końcu XVIII wieku wśród dziedziców wsi wymienia się też Goździewskich herbu Wieniawa.
Prześledzenie wszystkich koligacji rodzinnych i zmian własnościowych w tej wsi jest bardzo trudne wynika to z mnogości zmian. Kołakowscy, pierwotni dziedzice zdołali w pierwszej połowie XIX wieku udowodnić swoje szlacheckie pochodzenie. Dzięki temu mamy nieco wiadomości o niektórych przedstawicielach tego rodu. W 1731 roku dziedzicem części wsi był Kazimierz Kołakowski, który ożenił się z Franciszką Ostrowską. Mieli oni syna Wojciecha, który miał z kolei dwóch synów: Hilarego i Antoniego. Starszy z nich dziedziczył w Kołakach w końcu XVIII wieku, ożenił się z Jadwigą Turską i miał syna Bernarda, który w 1848 roku tytułował się „dziedzicem w Kołakach”. Młodszy syn Wojciecha, Antoni Kołakowski miał syna Jana, a ten z żony Konstancji Orłowskiej syna Ludwika, który zamiast rolnikiem został żołnierzem i służył w wojsku rosyjskim w pierwszej połowie XIX wieku. Podobnych historii rodzinnych Kołakowskich jest więcej. Zapewne Kołakowscy lub ich potomkowie żyją w tej wsi po dziś dzień. 
Archiwum Akt Dawnych w Warszawie dysponuje sześcioma dokumentami dotyczącymi tej wsi z lat 1792-1796. Dokumenty poświadczają zmiany własnościowe, które były dosyć często w tej drobnoszlacheckiej wsi. Dotyczyły rodzin: Pszczółkowskich, Rybczyńskich, Kołakowskich i Tańskich. Nazwę wsi zapisywano jako Kołaki Wielkie, więc musiały istnieć również Kołaki Małe, ale spotyka się też jeden zapis Kołaki-Jaćwiężyno seu Wielkie, świadczący o tym że dawna nazwa wsi była jeszcze niekiedy używana.
W 1827 roku w tej wsi było 28 domów i 142 mieszkańców. W 1864 roku nastąpiło uwłaszczenie ziemi dworskiej, lecz w Kołakach nie było włościan (chłopów), którym można by było przekazać ziemię, więc uwłaszczenie nie objęło tej wsi. Mieszkali tu potomkowie szlachty.
Opis wsi ze Słownika Geograficznego Królestwa Polskiego z 1882 roku informuje: Kołaki Wielkie: wieś szlachecka, powiat ciechanowski, gmina i parafia Grudusk, odległa o 23 wiorsty od Ciechanowa (....) zamieszkała przez drobną szlachtę. W tym czasie w Kołakach było 1 004 morgi ziemi, w tym 24 morgi nieużytków.
W czasie spisu powszechnego z 1921 roku w Kołakach Wielkich zanotowano 29 domów i 4 inne budynki mieszkalne. Zamieszkiwało tę wieś 221 osób, wszyscy podali narodowość polską i wiarę katolicką.
Przed II wojną światową w Kołakach Wielkich (zwane były też niekiedy Kołakami Dużymi) działał wiatrak stanowiący własność W. Raczyńskiego.